# عبدالاحد مالکی (نهتانی)
عبدالاحد مالکی معروف به مولانا عبدالاحد مالکی، از علمای برجستۀ اهل‌سنت در استان خراسان رضوی و امام‌جمعۀ شهر «جنت‌آباد»- از توابع شهرستان صالح‌آباد- که در روز (23 بهمن 1400) دار فانی را وداع گفت.

## زندگی نامه
برای تحصیل علوم دینی به پاکستان سفر کرد. ابتدا در شهر کویته پاکستان در مدرسه قاری غلام‌نبی رحمه‌الله ثبت‌نام کرد و در این مدرسۀ دینی علاوه بر قاری غلام‌نبی، از محضر مولانا مفتی خدانظر رحمه‌الله نیز که در آن زمان از اساتید برجستۀ مدرسۀ مذکور بود، کسب علم نمود.
مولانا عبدالاحد در ادامه برای تکمیل فراگیری علوم دینی به ایالت پنجاب رفت و در شهرستان رحیم‌یارخان از محضر مولانا عبدالغنی جاجروی رحمه‌الله ترجمۀ قرآن مجید را آموخت، سپس به مدرسۀ دینی «مخزن‌العلوم» شهر «خانپور» رفت و کتب حدیث را نزد مولانا عبدالله درخواستی رحمه‌الله فراگرفت و از همین مدرسۀ دینی فارغ‌التحصیل شد.
ایشان همچنین در دوران تحصیل در پاکستان با مولانا غلام‌الله‌خان، مولانا مفتی محمود، مولانا ظفراحمد عثمانی، مولانا محمدیوسف بنوری، مولانا عبدالهادی دینپوری و برخی دیگر از علمای بلندپایۀ پاکستان ارتباط داشت و از علم و فراست این علمای برجسته نیز بهره‌مند شد.

## وفات
وی در 66 سالگی بر اثر بیماری قلبی در بیمارستان سجادیه تربت‌جام درگذشت.